# Donji grad (Osijek)
Donji grad je gradska četvrt na sjeveroistoku Osijeka. Ima 11.020 stanovnika i 5.100 kućanstava. Dan gradske četvrti je 12. rujna, dan Preslavnog Imena Marijina. U Donjem gradu je također i istoimena župa, župa Preslavnog Imena Marijina.
Gradska četvrt graniči:
- s istoka: naselje Nemetin
- sa zapada: Ulica K. P. Svačića od rijeke Drave do željezničke pruge Osijek – Dalj
- sa sjevera: rijeka Drava od Ulice K. P. Svačića do Nemetina
- s juga: željeznička pruga Osijek – Dalj od Ulice K. P. Svačića do Nemetina

U Donjem gradu nalazi se KBC Osijek, kao i Saponia na Vukovarskoj ulici.

## Sport
NK Olimpija je nogometni klub iz Donjega grada. Nadimak mu je „ljubičice”, a utakmice igraju na stadionu Donji grad koji ima kapacitet od 2000 mjesta. Klub je nastao 7. rujna 1923. godine i najstariji je nogometni klub u Osijeku. Boja dresova je ljubičasta. 